# 카시오페이아

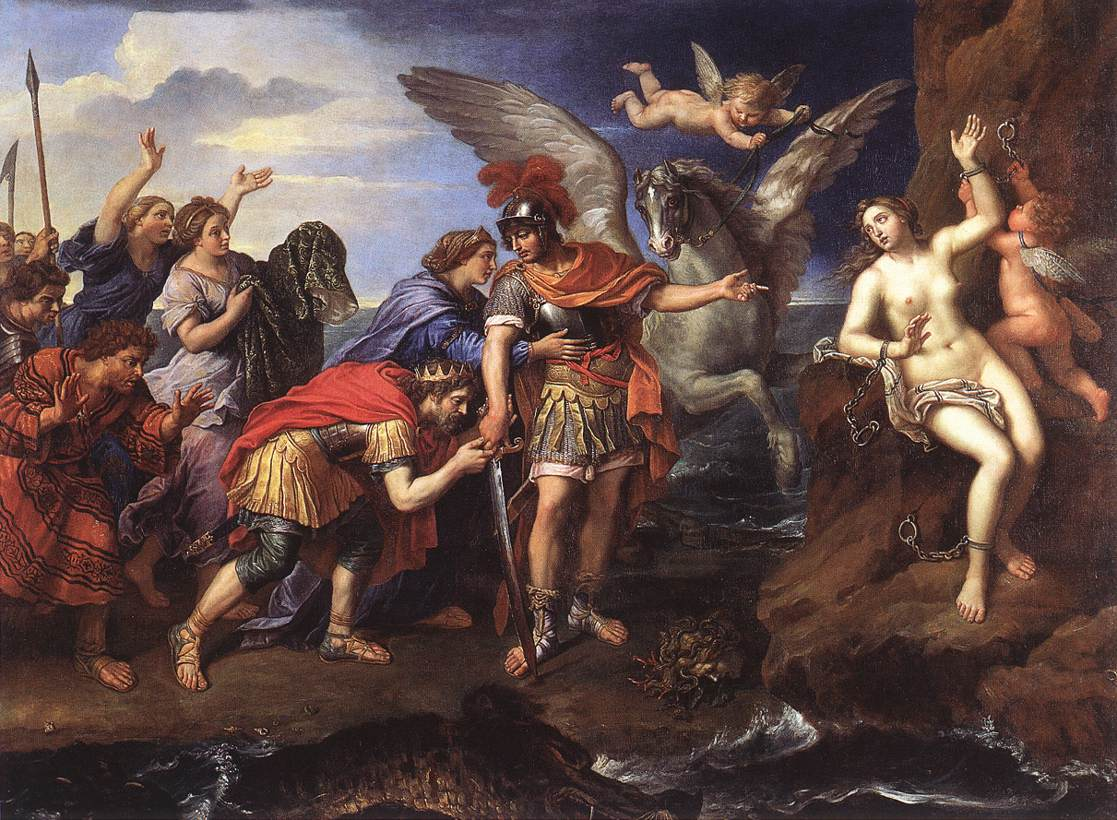
페르세우스에게 감사를 표하고 있는 케페우스와 카시오페이아, La Délivrance d'Andromède (1679) 피에르 미냐르

카시오페이아(그리스어: Κασσιόπη, 라틴어: Cassiopeia)는 아이티오피아의 왕 케페우스의 아내이자 안드로메다의 어머니이다. 아름다운 외모를 가졌으나 자만심과 허영심이 강하였으며, 이러한 성격 때문에 파멸에 이르게 되었다.
카시오페이아는 자신과 안드로메다의 미모가 해신 네레우스의 딸들인 님프 네레이데스보다 아름답다고 자랑했다. 이 사실을 알게 된 바다를 지배하는 신 포세이돈은 크게 노하여 홍수를 일으키고 괴물 고래를 보내어 아이티오피아 왕국을 파괴하기 시작하였다. 케페우스와 카시오페이아는 재난을 막기 위해서는 그들의 딸을 해신에게 제물로 바쳐야 한다는 신탁을 듣는다.
케페우스의 결정으로, 안드로메다는 해변의 바위에 쇠사슬이 묶인 채로 괴물에게 바쳐지는 제물이 될 운명을 기다리게 되었다. 이때 마침 메두사를 퇴치하고 페가수스를 타고 돌아가던 페르세우스가 안드로메다를 발견하였다. 안드로메다에게 반한 페르세우스는 결혼을 조건으로 괴물을 무찔러 그녀의 목숨을 구해준 후 아내로 삼았다.
포세이돈은 카시오페이아의 허영심에 대한 처벌로, 그녀가 죽은 뒤에 별자리로 만들어 의자에 앉은 채 거꾸로 매달려 있게 하였으며, 계속하여 천구의 북극을 돌게 하였다고도한다.

## 같이 보기
- 카시오페이아 자리